# 寧琴
寧琴（1992年1月7日—），出生於中國江蘇省徐州市，是自由式滑雪雪上技巧運動員。她最初是學習蹦床，後在9歲時改練自由式滑雪的空中技巧。2004年，她因一次重傷而轉型從事雪上技巧。翌年，她就贏得全國青年錦標賽的冠軍。2006年則在全國冠軍賽加冕團體冠軍。2008年，她再次在全國賽封后。2010年，她本取得參與溫哥華冬季奧運會的資格，但因傷而無法參與賽事。隨後的一年，她在亞洲冬季運動會取得銅牌。2014年，她再次取得參與冬季奧運會的資格，她是首名參與該運動會雪上技巧賽的中國運動員。最終，她成功晉身決賽，並以第18名完成賽事。

## 資料來源
1. 1 2 3  "宁琴曾遇粉碎性骨折 教练：小时候她像假小子" （页面存档备份，存于） 2014 2 9
2. ↑  .   [2014-02-13]. （原始内容存档于2014-03-20）.
3. ↑  冬奥会雪上技巧决赛第一人 宁琴：我就是探路者 （页面存档备份，存于） 2014 2 10
4. ↑  雪上技巧中国奥运第一人宁琴闯入决赛圈获第18名 （页面存档备份，存于） 2014 2 9